# Ніколас Зайвальд
Ніколас Зайвальд (нім. Nicolas Seiwald, нар. 4 травня 2001, Кухль, Австрія) — австрійський футболіст, центральний півзахисник німецького клубу «РБ Лейпциг» та національної збірної Австрії.

## Ігрова кар'єра

### Клубна
Ніколас Зайвальд народився у містечку Кухль у федеральній хемлі Зальцбург. З восьмирічного віуц він почав займатися футболом в академії місцевого клубу «Ред Булл». У 2019 році для набору ігрової практики футболста відправили у фарм-клуб «Ред Булла» «Ліферінг», який виступає у Другій Бундеслізі, де він і дебютував га дорослому рівні.
Наприкінці 2020 року Зайвальд повернувся до «Ред Булла» і в листопаді провів свій перший матч в основі. З сезону 2021/22 Зайвальд вже став постійним гравцем основи і також брав участь у матчах Ліги чемпіонів.

### Збірна
З 2017 року Ніколас Зайвальд виступав за юнацькі та молодіжну збірні Австрії. У листопаді 2021 року у матчі проти команди Ізраїлю Зайвальд дебютував у складі національної збірної Австрії.

## Досягнення
Ред Булл
 Чемпіон Австрії (2): 2020/21, 2021/22
 Володар Кубка Австрії (2): 2020/21, 2021/22
Лейпциг
 Володар Суперкубка Німеччини (1): 2023